# Isostomyia perturbans
Isostomyia perturbans är en tvåvingeart som först beskrevs av Samuel Wendell Williston  1896.  Isostomyia perturbans ingår i släktet Isostomyia och familjen stickmyggor. Inga underarter finns listade i Catalogue of Life.